# Erwin Dirscherl
Erwin Dirscherl (geboren 12. April 1960 in Bonn) ist ein deutscher katholischer Theologe.

## Leben
Er studierte von 1978 bis 1983 katholische Theologie und Philosophie an der Universität Bonn. Das erste Staatsexamen in katholischer Theologie und Philosophie legte er 1982 ab. Ab Oktober 1983 war er wissenschaftliche Hilfskraft. Ab Februar 1984 war er wissenschaftlicher Mitarbeiter am Dogmatischen Seminar der Kath.-Theol. Fakultät in Bonn. Nach der Promotion 1989 zum Dr. theol. bei Wilhelm Breuning mit der Arbeit: Der Hl. Geist und das menschliche Bewusstsein. Eine theologiegeschichtlich-systematische Untersuchung wurde er zum wissenschaftlichen Assistenten ernannt. 1994 hatte er einen Lehrauftrag bzw. Lehrstuhlvertretung in Osnabrück. Nach der Habilitation 1995 bei Josef Wohlmuth (Universität Bonn) mit der Arbeit: Die Bedeutung der Nähe Gottes. Ein Dialog zwischen Karl Rahner und Emmanuel Levinas, wurde er zum Oberassistenten ernannt. Ordentlicher Professor (C 4) wurde er 1995 für Systematische Theologie (Dogmatik) am Institut für Kath. Theologie der Universität Osnabrück.  Von 1996 bis 1998 und von 2000 bis 2002 war er Institutsdirektor sowie Fachbereichratsmitglied und Mitglied im Konvent in Osnabrück. Im Sommersemester 2002 vertrat er den Lehrstuhl für Dogmatik und Dogmengeschichte an der Kath.-Theol. Fakultät der Universität Regensburg. Ab Oktober 2002 lehrt er als ordentlicher Professor (C 4) für Dogmatik und Dogmengeschichte an  der Kath.-Theol. Fakultät in Regensburg, wo er Prodekan der Kath.-Theol. Fakultät (1. Oktober 2005 – 30. September 2007) und  Dekan der Kath.-Theol. Fakultät (1. Oktober 2007 – 30. September 2008) war.